# Celestyn Chołodecki
Celestyn Chołodecki herbu Białynia (ur. 11 czerwca 1816 w Bednarowie, zm. 19 czerwca 1867 w Stryju) – polski działacz niepodległościowy.
Był członkiem partyzantki płk. Józefa Zaliwskiego z 1833. W 1834 był więźniem stanu. Uczestniczył w organizacji powstania styczniowego 1863. Potem był pisarzem i patriotą walczącym o wolność Polski od Rosji. Pracował jako nadleśniczy lasów państwowych.
Zmarł 19 czerwca 1867 w Stryju i tam został pochowany. Miał brata Tomasza. Był żonaty z Emilią z domu Setti da Forli (1824-1878, uczestniczka powstania styczniowego, pochowana w Żulinie). Miał syna Józefa.